# Tito Flavio Sabino (console 47)
Tito Flavio Sabino (in latino: Titus Flavius Sabinus; prima del 9 – Roma antica, 69) è stato un politico romano, fratello dell'imperatore Vespasiano.

## Biografia
Fu il primogenito di Tito Flavio Sabino ed ebbe un figlio, anch'egli chiamato Tito Flavio Sabino.
Con il suo fratello minore Vespasiano, servì nella conquista romana della Britannia nel 43, durante il regno dell'imperatore Claudio. Fu console suffetto nel 47, governatore della Mesia dal 50 al 56 e praefectus urbi dal 56 al 69; poiché Lucio Pedanio Secondo è attestato per questa carica nel 61, è possibile che Sabino abbia servito per due volte come praefectus. Sabino era un sostenitore importante di suo fratello: quando Vespasiano si trovò in difficoltà finanziarie mentre era governatore dell'Africa, Sabino gli prestò del denaro, e mentre Vespasiano era governatore della Giudea, Sabino era una fonte di informazioni vitale sugli eventi che accadevano a Roma. Nel 69, l'anno dei quattro imperatori, quando Vespasiano tornò a Roma, Sabino fu assediato sul Campidoglio prima di essere messo a morte dall'imperatore Vitellio e non vide suo fratello assumere la direzione dell'impero.
Ci sono state congetture che affermano che Sabino potrebbe essere stato il Teofilo accennato nella Bibbia sia nel Vangelo di Luca sia negli Atti degli apostoli; in questo senso gioca un ruolo importante nel romanzo storico The Flames of Rome di Paul Meier.